# Heraclia aisha
Heraclia aisha là một loài bướm đêm trong họ Noctuidae.